# Newburgh (Lancashire)
Newburgh è un villaggio e parrocchia civile dell'Inghilterra, appartenente alla contea del Lancashire.